# Jürgen Kunow

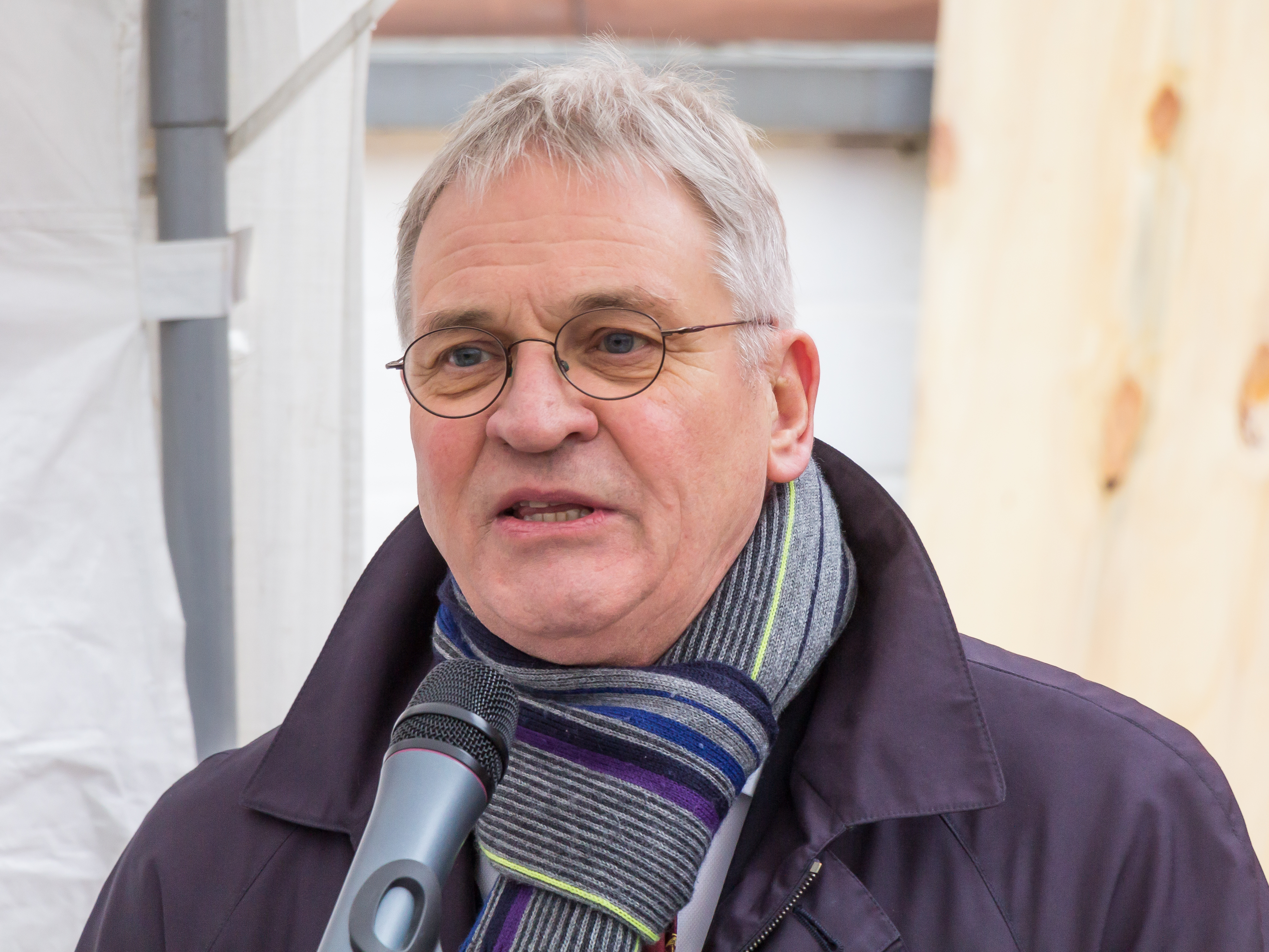
Jürgen Kunow, 2018

Jürgen Kunow (* 13. Februar 1953 in Greifswald) ist ein deutscher Prähistorischer Archäologe.

## Leben
Jürgen Kunow studierte Ur- und Frühgeschichte, Alte und Mittelalterliche Geschichte, Vorderasiatische Archäologie, Provinzialrömische Archäologie und Europäische Ethnologie in Berlin, Freiburg und Marburg. In Marburg wurde Kunow im Jahr 1980 mit einer Arbeit zum Thema „Der römische Import in der Germania libera“ promoviert. In den Jahren von 1981 bis 1992 war er zuerst als wissenschaftlicher Referent am Rheinischen Landesmuseum Bonn und am Rheinischen Amt für Bodendenkmalpflege im Bereich Großgrabungen tätig, anschließend als Abteilungsleiter für den Denkmalschutz, zuletzt als Stellvertretender Dienststellenleiter. 1992 wurde Kunow zum Landesarchäologen von Brandenburg berufen und seit 1999 mit der Fusion des Brandenburgischen Landesmuseums für Ur- und Frühgeschichte mit dem Brandenburgischen Landesamt für Denkmalpflege Stellvertretender Direktor des neuen Brandenburgischen Landesamtes für Denkmalpflege und Archäologischen Landesmuseums. Seit 1995 war Kunow zudem Honorarprofessor für das Fach „Archäologische Denkmalpflege und Museumswesen“ an der Humboldt-Universität zu Berlin, bis die Ur- und Frühgeschichte an der Universität eingestellt wurde. Hier gab er Lehrveranstaltungen zur Tätigkeit der Landesarchäologie und des Archäologischen Museums sowie zur Ur- und Frühgeschichte Brandenburgs. Im Sommer 2004 löste er Harald Koschik als Leiter des Rheinischen Amtes für Bodendenkmalpflege in Bonn ab und wurde somit auch Landesarchäologe des Rheinlandes. In dieser Position hatte er eine der prestigeträchtigsten Stellen in der deutschen archäologischen Forschung inne. Am 18. Dezember 2018 wurde Kunow in den Ruhestand verabschiedet. Zu seinem Nachfolger wurde zum 1. Januar 2019 der Prähistorische Archäologe Erich Claßen berufen. Kunow war von 2003 bis 2015 als Nachfolger Dieter Plancks Vorsitzender des Verbandes der Landesarchäologen in der Bundesrepublik Deutschland, ihm folgte Michael Rind nach. Kunow war Lehrbeauftragter am Institut für Vor- und Frühgeschichtliche Archäologie der Universität Bonn.
Hauptforschungsbereiche Kunows sind die Schutzstrategien und Forschungskonzepte in der Landesarchäologie, die museale Vermittlung archäologischer Inhalte, die Arbeitsstrukturen und gesetzliche Regelungen der Bodendenkmalpflege in Europa sowie die Forschungsgeschichte des Faches Ur- und Frühgeschichte. Zudem beschäftigt sich Kunow mit dem Archaeoprognose-Projekt, der Rekonstruktion des ur- und frühgeschichtlichen Siedlungsverhaltens und anthropogener Landschaftsgestaltung.
Kunow ist Korrespondierendes Mitglied des Deutschen Archäologischen Instituts, Mitglied der Brandenburgischen Historischen Kommission und der Kommission zur Erforschung von Sammlungen archäologischer Funde und Archivalien im nordöstlichen Mitteleuropa und war Mitglied in der Numismatischen Kommission der Länder in der Bundesrepublik Deutschland.

## Schriften (Auswahl)
- Negotiator et vectura. Händler und Transport im freien Germanien (= Kleine Schriften aus dem Vorgeschichtlichen Seminar Marburg. Heft 6). Vorgeschichtliches Seminar, Marburg 1980.
- Der römische Import in der Germania libera bis zu den Markomannenkriegen. Studien zu Bronze- und Glasgefässen (= Göttinger Schriften zur Vor- und Frühgeschichte Bd. 21). Wachholtz, Neumünster 1983, ISBN 3-529-01521-0 und ISBN 3-529-01522-9 (Dissertation).
- (Hrsg.): 100 Jahre Fibelformen nach Oscar Almgren (= Forschungen zur Archäologie im Land Brandenburg 5). Brandenburgisches Landesmuseum für Ur- und Frühgeschichte, Wünsdorf 2002, ISBN 3-910011-17-9.
- (Hrsg.): Das „Königsgrab“ von Seddin in der Prignitz (= Forschungen zur Archäologie im Land Brandenburg 9). Brandenburgisches Landesmuseum für Ur- und Frühgeschichte, Wünsdorf 2003, ISBN 3-910011-24-1.
- mit Hans-Helmut Wegner (Hrsg.): Urgeschichte im Rheinland (= Jahrbuch 2005 des Rheinischen Vereins für Denkmalpflege und Landschaftsschutz). Verlag des Rheinischen Vereins für Denkmalpflege und Landschaftsschutz, Köln 2006, ISBN 3-88094-814-3.
- mit Michael M. Rind: Archäologische Denkmalpflege. Theorie – Praxis – Berufsfelder. Narr Francke Attempto Verlag, Tübingen 2022, ISBN 978-3-8252-5705-7.